# Ingrid Raack
Ingrid Raack (* 22. Mai 1954 in Zeißig bei Hoyerswerda) ist eine deutsche Moderatorin und Sängerin.

## Leben
Die in der Lausitz zweisprachig deutsch-sorbisch aufgewachsene Sängerin Ingrid Raack erlernte zunächst den Beruf einer Industriekauffrau. Auf einer Veranstaltung entdeckte der musikalische Leiter des Cottbuser Rundfunks ihre gesangliche Begabung und produzierte bald schon ihre ersten sorbischen Lieder. Das war Ende der 1960er Jahre. Schauspielerische und gesangliche Erfahrungen sammelte sie durch Mitwirkung in einem Kabarett und in unterschiedlich besetzten Amateurbands. Ihre Fähigkeiten vervollkommnete sie dann durch ein Studium, das sie mit einem Examen abschloss. Zeitgleich entstanden erste Schallplatten.
Ihre erste Tournee bestritt sie 1972 mit Wolfgang Ziegler und Jürgen Walter. Es folgte der Musikexpress zusammen mit Andreas Holm, Nina Hagen, Thomas Lück und Aurora Lacasa. Danach war sie mit Peter Albert und Achim Mentzel auf Tour. Gastspiele führten sie nach Kuba, Jugoslawien, in die BRD, Italien, Polen, Bulgarien, Ungarn, in die Tschechoslowakei und in die Sowjetunion.
Außerdem war sie Dauergast in der beliebten DDR-Fernsehsendung Oberhofer Bauernmarkt, in der sie mit bekannten Kollegen wie Siegfried Uhlenbrock, Rosemarie Ambé und Herbert Roth ihr musikalisches Können unter Beweis stellte. 1990 trat sie in dem DEFA-Film Motivsuche in der Schlussszene als Sängerin auf.
Das Jahr 1991 brachte die berufliche Wende. Aufgrund ihrer Sprachkultur erschloss sie sich einen neuen Bereich im Hörfunk als Moderatorin, später auch im Fernsehen als Moderatorin der täglichen Glückwunschsendung Glückwunsch-Antenne im ORB-Fernsehen. Daraus ergab sich auch die Möglichkeit Filme zu synchronisieren und auch „Unterbild“ zu sprechen.
Mit Titeln wie „Königin der Nacht“, „Das Beste der Welt“ oder „Good Bye, Mama“ errang sie beachtliche Erfolge. In Weihnachts- und Kirchenkonzerten ergänzt sie ihr Programm mit klassischen Liedern.
Ingrid Raack engagierte sich seit 2009 als Botschafterin des Potsdamer Bündnis gegen Depression. Zusammen mit Tatjana Meissner, Jann Jakobs, Gunter Gabriel und anderen Kollegen setzte sie sich für betroffene Menschen ein. Im August 2013 moderierte Ingrid Raack, zusammen mit dem Schauspieler Marten Krebs die „Große Fluthilfegala“ in der Stadthalle Arneburg. Ferner unterstützte sie die Potsdamer Suppenküche mit kostenlosen Auftritten zu Weihnachten.
Ingrid Raack war zu DDR-Zeiten auch durch sorbische Lieder bekannt geworden. Darüber berichtete sie im März 2020 als Zeitzeugin in der Fernseh-Sendung Luzyca.
Raack lebt in Potsdam, hat eine Tochter und drei Enkeltöchter.